# Перекора
Перекора (укр. Перекора) — село в Старосинявском районе Хмельницкой области Украины.
Население по переписи 2001 года составляло 211 человек. Почтовый индекс — 31416. Телефонный код — 3850. Занимает площадь 0,88 км². Код КОАТУУ — 6824480503.

## Местный совет
31416, Хмельницкая обл., Старосинявский р-н, с. Адамполь